# Baphomets Fluch: Der schlafende Drache
Baphomets Fluch: Der schlafende Drache, auch Baphomets Fluch 3 (engl. Originaltitel: Broken Sword: The Sleeping Dragon) ist ein Adventure-Videospiel des britischen Entwicklerstudios Revolution Software für PlayStation 2, Xbox und Windows. Es ist der dritte Teil der Baphomets-Fluch-Serie und wurde von THQ im Oktober 2003 veröffentlicht, sechs Jahre nach dem Vorgänger Baphomets Fluch 2. Im Vergleich zu seinen Vorgängern wurde die grafische Präsentation auf 3D umgestellt und die indirekte Point-and-Click-Steuerung durch eine direkte Steuerung der Spielfiguren ersetzt.

## Handlung
Der US-amerikanische Patentanwalt George Stobbart reist auf Bitten eines Klienten in den Kongo. Unterwegs gerät sein Flugzeug in einen Sturm und stürzt ab. Nachdem George sich und den Piloten von der Absturzstelle am Rande einer Schlucht in Sicherheit bringen konnte, findet er seinen Klienten schließlich ermordet in seiner Forschungseinrichtung auf. Zeitgleich zu Georges Aufenthalt in Afrika wird die französische Journalistin Nico Collard in Paris von einem Hacker kontaktiert, der das Voynich-Manuskript entschlüsselt und darin Informationen über den Weltuntergang gefunden haben will. Doch als Nico diesen in seiner Wohnung aufsuchen will, findet sie ihn ermordet auf. Wie sich herausstellt, stehen beide Verbrechen in einem unmittelbaren Zusammenhang, und es kommt zu einem Wiedersehen zwischen George und Nico. Beide finden heraus, dass der als besiegt geglaubte Templerorden noch immer existiert und für die Morde verantwortlich ist. Um die Machenschaften des Ordens zu bekämpfen, bereist das Paar verschiedene Schauplätze in Paris, Prag, Glastonbury und Ägypten.

## Spielprinzip
Die Hauptfiguren des Spiels, George Stobbart und Nicole Collard, werden vom Spieler abwechselnd gesteuert. Anders als in den Vorgängerspielen werden die Spielfiguren in diesem Teil direkt mit Hilfe der Tastatur (PC) bzw. des Gamepads (Spielkonsole) durch die dreidimensionale Spielwelt gesteuert, das grundlegende Spielprinzip blieb jedoch unverändert. Das Spiel ist szenisch aufgebaut, der Spieler betrachtet das Geschehen aus einer Third-Person-Perspektive mit wechselnden, aber vorgegebenen Kamerapositionen. Hauptaugenmerk liegt auf dem Lösen von Rätseln. Dabei handelt es sich zumeist um genretypische Dialog- sowie Gegenstands- und Kombinationsrätsel. Nähert sich die Spielfigur einem Objekt oder einer Person, mit der sie interagieren kann, werden Symbole für mögliche Interaktionen eingeblendet. Auf Tastendruck wird eine entsprechende Aktion ausgelöst.
Im Vergleich zu den Vorgängern neu sind Kletteraufgaben und eine große Anzahl an Schieberätsel, bei denen ähnlich wie in Sokoban Kisten vom Spieler aktiv in passende Positionen gebracht werden müssen, um mittels Klettern über die neu positionierten Kisten vorher unzugängliche Passagen erreichen zu können. Daneben gibt es Schleichpassagen, bei denen der Spieler seine Figur von anderen Spielfiguren und Überwachungseinrichtungen unbemerkt zum nächsten Schauplatz bewegen muss. An einigen Stellen setzt das Spiel zudem auf Actioneinlagen, bei denen der Spieler unter Zeitdruck agieren muss (Quick-Time-Events). Ebenfalls anders als in den Vorgängern droht dem Spieler im Spiel kein Tod mehr. Kann er eine Szene nicht rechtzeitig meistern, wird die Figur an den Beginn des Rätselabschnitts zurückversetzt und kann diesen unbeschränkt oft wiederholen, bis er die Szene erfolgreich meistert. Ähnliches gilt für die Schieberätsel, bei denen die Kisten durch ein kurzfristiges Verlassen der Szene wieder in die Ausgangsposition zurückversetzt werden.

## Entwicklung

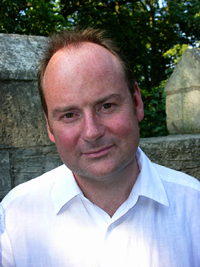
Charles Cecil (2007)

Mit Baphomets Fluch: Der schlafende Drache wandte sich Revolution Software ab von der Point-and-Click-Steuerung der Vorgängertitel. Als Grund nannte Revolution-Chef und Lead Designer Charles Cecil “The point-and-click adventure is dead.” (deutsch: „Das Point-and-Click-Adventure ist tot“). Stattdessen setzte der Entwickler auf neue Spielmechaniken, Geschicklichkeitseinlagen wie Schleichpassagen und kleinere Physikrätsel in Form von Kistenschieben. Daneben gibt es kleinere Actioneinlagen. Ziel der neuen Spielmechaniken war es, den Spieler unter Druck zu setzen.
Der Soundtrack des Spiels wurde von Ben McCullough komponiert, der auch als Audio Director fungierte.

## Sprecherliste
Die Synchronisation ins Deutsche erfolgte durch die Hamburger Toneworx GmbH. Regie führte Antje Roosch. 
| Rolle           | deutscher Sprecher | englischer Sprecher |
| --------------- | ------------------ | ------------------- |
| George Stobbart | Alexander Schottky | Rolf Saxon          |
| Nicole Collard  | Franziska Pigulla  | Sarah Crook         |
| André Lobineau  | Pius Maria Cüppers | Jay Benedict        |
| Cholmondely     | Achim Schülke      |                     |
| Vernon Bliér    | Frank Thomé        | Bob Golding         |

## Rezeption
Baphomets Fluch: Der schlafende Drache erhielt mehrheitlich positive Kritiken. Die Rezensionsdatenbank Metacritic aggregiert insgesamt 56 Rezensionen zu Durchschnittswerten von 82 (Windows) bzw. 77 (Xbox). Ein häufiger Kritikpunkt war dabei die große Zahl an Kistenschieberätseln. Die Berechtigung dieses Kritikpunkts wurde von Entwickler Charles Cecil im Rückblick eingeräumt.
Das deutschsprachige Onlinemagazin 4Players sah im Zusammenspiel der beiden Protagonisten eine „prickelnde Konstellation für süffisante Gespräche und Eifersüchteleien“. Das Magazin lobte die Steuerung als intuitiv und „angenehm“, die die Dialoge als witzig und die Schleicheinlagen als spaßbringend und sehr gut inszeniert. Es kritisierte aber die Story als harmlos und voller Klischees. Die Spielwelt sei außerdem nur scheinbar frei erkundbar, tatsächlich sei der Spielablauf an eng begrenzte Örtlichkeiten gebunden und sehr linear. Die „delikaten Kombinations- und Logikrätsel“ seien gelungen, oft aber etwas einfach gehalten. In Summe sei Der Schlafende Drache ein „erfrischend anderes Adventure“ mit cineastischem Ansatz, das in optischer Hinsicht das „derzeit ansehnlichste Adventure“ sei und sich angenehm spiele. Das Fachmagazin Adventure-Treff lobte die Hintergrundgeschichte des Spiels, die „zum Allerfeinsten (gehöre), was das Genre zu bieten hat“ und „detailreiche Hintergrundinformationen, geschichtlichen Tiefgang, (einen) gut ausgedachten Handlungsverlauf, überraschende Kehrtwendungen, Intrigen und viel Action und Spannung“ biete. Die Actionsequenzen seien überlegt platziert und brächten eine für Adventures einmalige Dynamik in das Spielgeschehen. Das Magazin kritisierte die Kamerafixierung bei Bewegungen, die die Spielfigur häufig vor Hindernisse laufen lasse, sowie die detailarmen und leblosen Außenareale der Spielwelt. Die Rätsel seien gut in die Geschichte eingebettet, im Vergleich zu denen der Vorgängerspiele aber einfach gehalten. In Sumem sei Baphomets Fluch 3 „wie ein guter Kinofilm“ und „das beste Adventure seit langem“.